# Cathérine Josephine Duchesnois
Cathérine Josephine Duchesnois (5. června 1777 v Saint-Saulve u Valenciennes, Département Nord jako Cathérine Josephine Raffin – 8. února 1835 v Paříži) byla francouzská herečka.
Poprvé vystoupila na jevišti ve Valenciennes roku 1795, později žila v Paříži, kde se vzdělávala u herečky Mademoiselle Florence a následně poprvé vystoupila v Théâtre-Français jako Faidra roku 1802. Tomuto divadlu zůstala věrná (od roku 1804 kmenový člen souboru) až do roku 1833. Vynikala neobyčejným talentem pro ztvárnění tragických rolí zejména v dramatech Racinových, Loeillarda d’Avrigny a Pierra-Antoina Lebruna. Talent byl ještě zvýrazněn jejím zajímavým, příjemným nosným hlasem. Mezi její nejvýraznější postavy patří Semiramis, Roxana, Hermiona, Marie Stuartovna, Jana z Arku.